# IC 1488

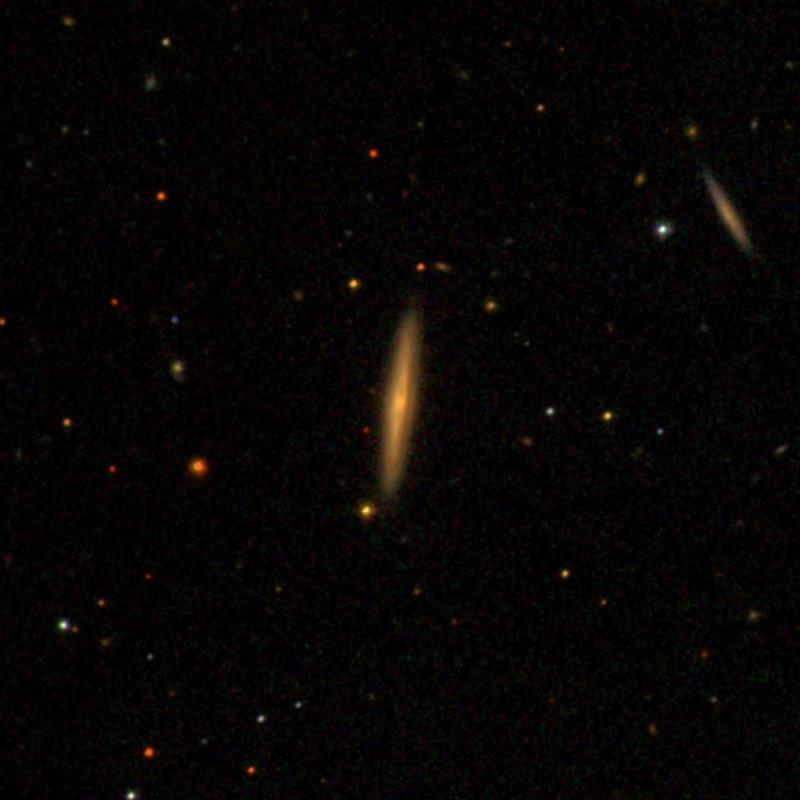
IC 1488

IC 1488 — галактика типу S0 (спіральна галактика) у сузір'ї Пегас.
Цей об'єкт міститься в оригінальній редакції індексного каталогу.